# Alphonse Ferré des Ferris
Pour les articles homonymes, voir Ferré et Ferris.
Alphonse Guillaume Ambroise Ferré des Ferris, né le 30 décembre 1805 à Passais (Orne) et mort le 1er juin 1888 à Domfront, est un homme politique français.

## Biographie
Maire du Teilleul, il est député de la Manche du 13 mai 1849 au 2 décembre 1851.

## Sources
- « Alphonse Ferré des Ferris », dans Adolphe Robert et Gaston Cougny, Dictionnaire des parlementaires français, Edgar Bourloton, 1889-1891 [détail de l’édition]